# Altitudo divini consilii
A Bula Papal Altitudo divini consilii é um documento oficial católico assinado por Paulo III no século XVI onde se expressa a forma de evangelização e conversão dos povos indígenas.

## Antecedentes
Por ocasião da evangelização do novo mundo, em 1537, Paulo III proibiu a escravização dos índios, defendeu sua racionalidade, desde que sejam homens; declararam que tinham direito à liberdade, de dispor de seus bens e, ao mesmo tempo, de abraçar a fé, que deveria ser pregada a eles com métodos pacíficos, evitando todo tipo de crueldade.

## Descrição
O Papa Paulo III emitiu uma série de instruções sobre a maneira correta de aplicar os sacramentos, exortação, exorcismo, unção, especialmente o batismo, aos indígenas da Nova Espanha.
Também trata da poligamia entre os indígenas, explicando como regularizar os sindicatos. Os dias de abstenção e jejum, os ritos da natividade, ressurreição e Quaresma.